# Bataille de Tinzawatène (2024)
Pour les articles homonymes, voir Combat de Tin Zaouatine.
Guerre du Mali
Batailles
La bataille de Tinzawatène ou Tinzaouatine a lieu du 25 au 27 juillet 2024 lors de la guerre du Mali. Elle s'achève par la victoire des rebelles du CSP-DPA et des djihadistes du GSIM, qui repoussent une attaque du Groupe Wagner et des Forces armées maliennes contre la ville de Tinzawatène.
À l'issue de la bataille, la colonne russo-malienne est entièrement détruite et plusieurs dizaines de soldats sont tués ou faits prisonniers.

## Contexte
En octobre 2023, à la suite de la rupture de l'accord d'Alger, les Forces armées maliennes (FAMa) et le Groupe Wagner lancent une offensive sur la région de Kidal, alors contrôlée par les rebelles du Cadre stratégique permanent (CSP), à dominante touarègue. Le 14 novembre, la ville de Kidal est prise par les forces russo-maliennes après de vifs combats.
La nuit du 21 au 22 décembre 2023, une frappe de drone de l'armée malienne tue cinq rebelles à Tinzawatène, dont le colonel Hassan Ag Fagaga, figure des rébellions touarègues. Le camp militaire de la ville est alors abandonné par le CSP.
Après quelques mois sans affrontements, les forces russo-maliennes repartent à l'offensive à l'été 2024. Fin juin 2024, elles atteignent Abeïbara, où au moins 60 à 70 civils touaregs sont massacrés. Le 22 juillet 2024, un convoi de 21 véhicules entre dans la localité d'Inafarak, sur la frontière algérienne, près d'In Khalil,. Il s'en retire le même jour, mais le lendemain un autre convoi de 24 véhicules fait étape à Boghassa.

## Déroulement
Le 25 juillet, les FAMa et le Groupe Wagner, venues de Boghassa, atteignent la petite ville de Tinzawatène, sur la frontière avec l'Algérie,. Ce convoi est constitué de plus 80 hommes et de 24 véhicules,, dont six blindés, et six motos. Pour le journaliste Wassim Nasr, les images filmées par les assaillants laissent supposer que le convoi est majoritairement constitué de Russes.
Cette fois, les rebelles, menés par Alghabass Ag Intalla, opposent une résistance et des combats éclatent vers 15 h dans la localité d'Achibrich, aux abords de la ville. Les forces russo-maliennes parviennent à progresser jusqu'à proximité du camp militaire, mais sans y accéder et les combats s'achèvent à la tombée de la nuit. Le CSP revendique alors la destruction de quatre véhicules, dont deux blindés.
Les combats reprennent le 27 juillet, aux environs de Zakak, sur la route de Kidal. Les affrontements tournent à l'avantage des rebelles et le CSP annonce que « l'ennemi est en débandade ». Une tempête de sable se lève alors et joue en faveur des Touaregs. Selon le Groupe Wagner, les rebelles en profitent pour se regrouper et lancer une contre-attaque avec plus de 1 000 combattants,. Le CSP revendique également la destruction d'un hélicoptère malien. L'armée malienne déclare quant à elle qu'un hélicoptère de combat Mi-24 a rencontré des « difficultés techniques » et a été endommagé lors d'un « atterrissage d'urgence » qui n'a pas fait de victimes.
Après trois jours d'affrontements, l'armée malienne annonce avoir volontairement quitté le secteur de Tinzawatène. Les rebelles se lancent cependant à la poursuite des troupes russo-maliennes et les combats se déplacent vers Abeïbara. À la fin de la journée, le CSP revendique une « victoire éclatante » et affirme que ses forces « ont définitivement anéanti les colonnes de l’ennemi. [...] Les rares survivants des rangs FAMA et de la  milice Wagner ont été faits prisonniers »
Au cours de la retraite, les militaires maliens et les mercenaires russes tombent dans une embuscade des djihadistes du Groupe de soutien à l'islam et aux musulmans (GSIM) dans une vallée des montagnes de Tin-Gamera, à 40 ou 70 kilomètres au sud de Tinzawatène,,. Le CSP dément quant à lui une implication du GSIM. Cependant, le GSIM diffuse également des images de sa participation aux combats. L'assaut djihadiste est dirigé par Sedane Ag Hita, l'un de ses hauts commandants, et Abdorrahmane Zaza, dit « Abdorrahmane Al-Targui », émir de la région de Tin-Essako. Selon le journaliste Wassim Nasr, les djihadistes prennent le convoi en embuscade alors que celui-ci est poursuivi par les rebelles du CSP qui participent ensuite aux échanges de tirs depuis une colline surplombant le lieu de l'embuscade. Pour Wassim Nasr : « Si le déroulement de l’embuscade peut laisser penser qu’il y aurait eu une forme de partenariat temporaire entre les rebelles et les groupes jihadistes, il faut plutôt y voir une forme d’alliance de circonstance dirigée contre l’armée malienne et Wagner ».

## Pertes
Le 26 juillet, l'armée malienne publie une communiqué où elle déclare avoir que ses pertes sont de deux soldats tués et dix blessés, tandis que les « terroristes » ont eu « plus de vingt personnes tuées ». Ce bilan est démenti par le CSP qui diffuse des images prises sur terrain, où gisent de nombreux cadavres de militaires maliens et de mercenaires russes,,. Il affirme que « le bilan provisoire révèle la mort, et la capture de plusieurs dizaines d’ennemis ». Le 1er août, le CSP publie un bilan détaillé dans lequel il affirme que les pertes russo-maliennes sont 84 morts pour le Groupe Wagner, 47 morts pour l'armée malienne « en état d'être comptés », environ 30 morts ou blessés héliportés vers Kidal, 7 prisonniers russes et maliens, 6 véhicules blindés et 6 véhicules de transport détruits, 1 hélicoptère crashé à Kidal après avoir été endommagé par les combats,. Il revendique également la prise de 5 véhicules blindés, 5 pick-up, 1 camion de transport, 1 citerne, 15 lance-roquettes RPG, 8 lance-grenades, 28 armes lourdes et 137 armes individuelles,.
Le CSP annonce également le 28 juillet que ses pertes sont de sept morts et douze blessés,. Le 1er, il réhausse son bilan à neuf tués, douze blessés et trois véhicules détruits,. Selon Wassim Nasr, les pertes du CSP sont de 12 hommes, dont un commandant, et 32 blessés.
Dans un nouveau communiqué publié le 29 juillet, l'armée malienne ne donne pas de bilan précis mais reconnaît « un nombre important de pertes en vies humaines et matérielles »,.
Le Groupe de soutien à l'islam et aux musulmans revendique quant à lui le 28 juillet la mort de 50 mercenaires russes de Wagner et de 10 soldats maliens,.
Le Wall Street Journal rapporte que selon les déclarations d'un commandant du CSP, 54 mercenaires russes et sept militaires maliens ont été tués lors du combat. Selon la BBC, des sources russes affirment que 20 à 82 militaires russes ont trouvé la mort lors des combats, D'après le collectif All Eyes on Wagner, les corps de 67 mercenaires russes ont été enterrés sur le lieux de l'attaque. Pour le journaliste Wassim Nasr, environ 50 mercenaires russes ont été tués, au moins deux ou trois autres ont été faits prisonniers par le CSP-DPA, mais aucun n'a été capturé par le GSIM. Il s'agit alors de l'attaque la plus meurtrière pour le Groupe Wagner hors du théâtre ukrainien depuis la bataille de Khoucham en 2018,.
En novembre 2024, le New York Times affirme être en mesure de confirmer la mort d'au moins 46 combattants de Wagner et de 24 soldats maliens en comparant les détails vus dans les images vidéos. Il indique également que deux Russes et neuf Maliens ont été faits prisonniers et que les pertes des séparatistes sont de 18 morts et 45 blessés d'après un de leurs conseillers militaires.
Anton Ielizarov, dit « Lotus », chef du groupe Wagner, est déclaré le 28 juillet soit mort par une source, soit prisonnier par d'autres,. Pour la BBC, cette information n'est cependant pas confirmée. Selon la chaîne Telegram « Razgrouzka Wagnera », associée au Groupe Wagner, le détachement était dirigé par Sergueï Chevtchenko, dit « Proud » le commandant du 13e détachement d'assaut du groupe, qui trouve la mort lors des combats,,. Son dernier message radio, reçu le 27 juillet à 17 h 10, aurait été : « Nous ne sommes plus que trois, nous continuons à nous battre »,. L'agence de presse russe Tass annonce également que Nikita Fedianine, dit « Bely », administrateur de la chaîne Telegram « Grey Zone » consacrée à l’activité de Wagner, a été tué lors de l'offensive,,.

## Implication ukrainienne
Le 29 juillet, la Direction générale du renseignement ukrainien, dirigée par Kyrylo Boudanov, affirme avoir fourni une assistance aux rebelles de l'Azawad dans leur combat contre les mercenaires du groupe Wagner,. Selon le Kyiv Post, Andriy Yusov (en) déclare que « les rebelles ont reçu les informations nécessaires, qui ont permis une opération militaire réussie contre les criminels de guerre russes. [...] Nous ne discuterons pas des détails au cours de la réunion. moment, mais il y aura plus à venir ». Certains rebelles proposent également de remettre les prisonniers russes à l'Ukraine « en signe de soutien et de solidarité ». Le 20 août 2024, le Burkina Faso, le Mali et le Niger écrivent au Conseil de sécurité des Nations Unies pour se plaindre du soutien apporté par l'Ukraine à des groupes rebelles dans la région du Sahel.
Pour le journaliste Wassim Nasr : « Des tentatives de prise de contact entre des groupes armés du nord du Mali et des membres de l'armée ukrainienne ont eu lieu. Ces contacts ont abouti à une légère aide matérielle et quelques formations en Ukraine, ce qui a permis notamment aux rebelles du CSP d'utiliser des drones légers portant de petites charges explosives, mais ce n’est pas ce qui a été le plus déterminant pour la bataille du 27 juillet ».

## Suites
Le 30 juillet, l'armée malienne annonce débuter une campagne aérienne dans le secteur de Tinzawatène, en coordination avec les Forces armées du Burkina Faso. Le même jour, plusieurs civils sont tués par une frappe de drone à Tinzawatène. Des élus locaux évoquent au moins 6 à 10 tués, tandis que le CSP fait état de plus d'une cinquantaine de victimes,. Les victimes sont des orpailleurs d'origine nigérienne, soudanaise et tchadienne,.
Le 25 août, au moins 21 civils sont tués par une frappe de drone à Tinzawatène, dont au moins 11 enfants, et des dizaines d'autres sont blessées.

### Vidéographie
- [vidéo] Laureline Savoye et Elisa Bellanger, Mali : les images de la première défaite d’ampleur pour Wagner, Le Monde, 30 juillet 2024.